# Sun Qiuting
Sun Qiuting (chinesisch 孙萩亭; * 22. September 1985 in Shanghai) ist eine ehemalige chinesische Synchronschwimmerin.

## Erfolge
Sun Qiuting war 2005 und 2007 Teil der chinesischen Mannschaften bei den Weltmeisterschaften, erzielte dabei aber keine Podestplatzierungen. Bei den Asienspielen 2006 in Doha sicherte sich Sun dagegen mit Zhang Xiaohuan, Jiang Tingting, Jiang Wenwen, Liu Ou, Gu Beibei, Wang Na, Wu Yiwen und Zhu Zheng vor den Mannschaften Japans und Nordkoreas die Goldmedaille in der Mannschaftskonkurrenz. 2008 gehörte Sun auch bei den Olympischen Spielen in Peking zum chinesischen Aufgebot im Mannschaftswettbewerb. Sowohl im technischen als auch im freien Programm erzielten die Chinesinnen das drittbeste Resultat hinter den späteren Olympiasiegerinnen aus Russland und der spanischen Équipe, womit Sun gemeinsam mit Zhang Xiaohuan, Jiang Tingting, Jiang Wenwen, Luo Xi, Gu Beibei, Wang Na, und Huang Xuechen die Bronzemedaille gewann. Die Olympischen Spiele waren Suns letzter internationaler Wettkampf.